# Elisabetta di Wied
Elisabetta di Wied, nota anche con lo pseudonimo di Carmen Sylva (nome completo in tedesco: Pauline Elisabeth Ottilie Luise zu Wied; Neuwied, 29 dicembre 1843 – Bucarest, 2 marzo 1916), fu la regina consorte di Romania come moglie di Carlo I di Romania. Elisabetta fu la zia di Guglielmo d'Albania (sorella di Guglielmo, V Principe di Wied, padre di Guglielmo d'Albania).

## Famiglia ed infanzia
Nacque al castello di Monrepos (Schloss Monrepos) a Neuwied. Era la figlia di Ermanno, principe di Wied, e di sua moglie, la principessa Maria di Nassau, figlia di Guglielmo, duca di Nassau (e sorella di Adolfo, granduca di Lussemburgo). Elisabetta aveva tendenze artistiche; la sua infanzia fu caratterizzata da sedute spiritiche e visite al manicomio locale.

## Matrimonio
Da ragazza, la sedicenne Elisabetta fu considerata come una possibile sposa per Alberto Edoardo, principe di Galles (il futuro Edoardo VII del Regno Unito, noto come Bertie). Sua madre, la regina Vittoria, la favoriva fortemente come potenziale nuora ed esortò sua figlia, la principessa Vicky, ad approfondire su di lei. Elisabetta stava trascorrendo la stagione sociale alla corte di Berlino, dove la sua famiglia sperava sarebbe stata domata in una docile principessa da marito. Vicky rispose: "Non penso abbia un aspetto distinto - di certo è l'opposto del solito gusto di Bertie", mentre l'alta e snella Alessandra di Danimarca era "appena lo stile che Bertie ammira". A Alberto furono anche mostrate fotografie di Elisabetta, ma restò impassibile e rifiutò di dare loro una seconda occhiata. Alla fine la scelta ricadde su Alessandra.
Incontrò per la prima volta il principe Carlo di Hohenzollern-Sigmaringen a Berlino nel 1861. Nel 1869, Carlo, che era adesso il principe Carol di Romania, si recò in Germania alla ricerca di una consorte adatta. Ritrovò Elisabetta e i due si sposarono il 15 novembre 1869 a Neuwied. La loro unica figlia, Maria, morì nel 1874 all'età di tre anni, un evento da cui Elisabetta non si riprese mai. Fu incoronata regina di Romania nel 1881, dopo che la Romania fu proclamata un regno.
A detta di tutti, Carlo ed Elisabetta ebbero un rapporto un po' gelido per la maggior parte dei loro 45 anni di matrimonio. Elisabetta era un po' scoraggiata dalla devozione inflessibile di Carlo ai suoi doveri di re ed una volta disse che il marito portava la sua corona nel sonno. La morte di Maria li indusse ad allontanarsi ulteriormente. Tuttavia, verso la fine della vita di Carlo, lui e Elisabetta si avvicinarono.
Nella guerra russo-turca del 1877-1878 si dedicò alla cura dei feriti e fondò l'Ordine di Elisabetta (una croce d'oro su un nastro blu) per premiare il servizio distinto in tali lavori. Favorì l'istruzione superiore delle donne in Romania e istituì società per vari fini di pubblica utilità.
Distintasi precocemente per la sua eccellenza come organista pianista e cantante, mostrò anche considerevole abilità nella pittura; una fervida fantasia poetica la condusse sulla via della letteratura, e più in particolare alla poesia, al folklore e alle ballate. Oltre a numerosi lavori originali, mise in forma letteraria molte delle leggende in vigore tra i contadini rumeni. 835° Dama dell'Ordine Reale della Regina Maria Luis, morì a Bucarest.

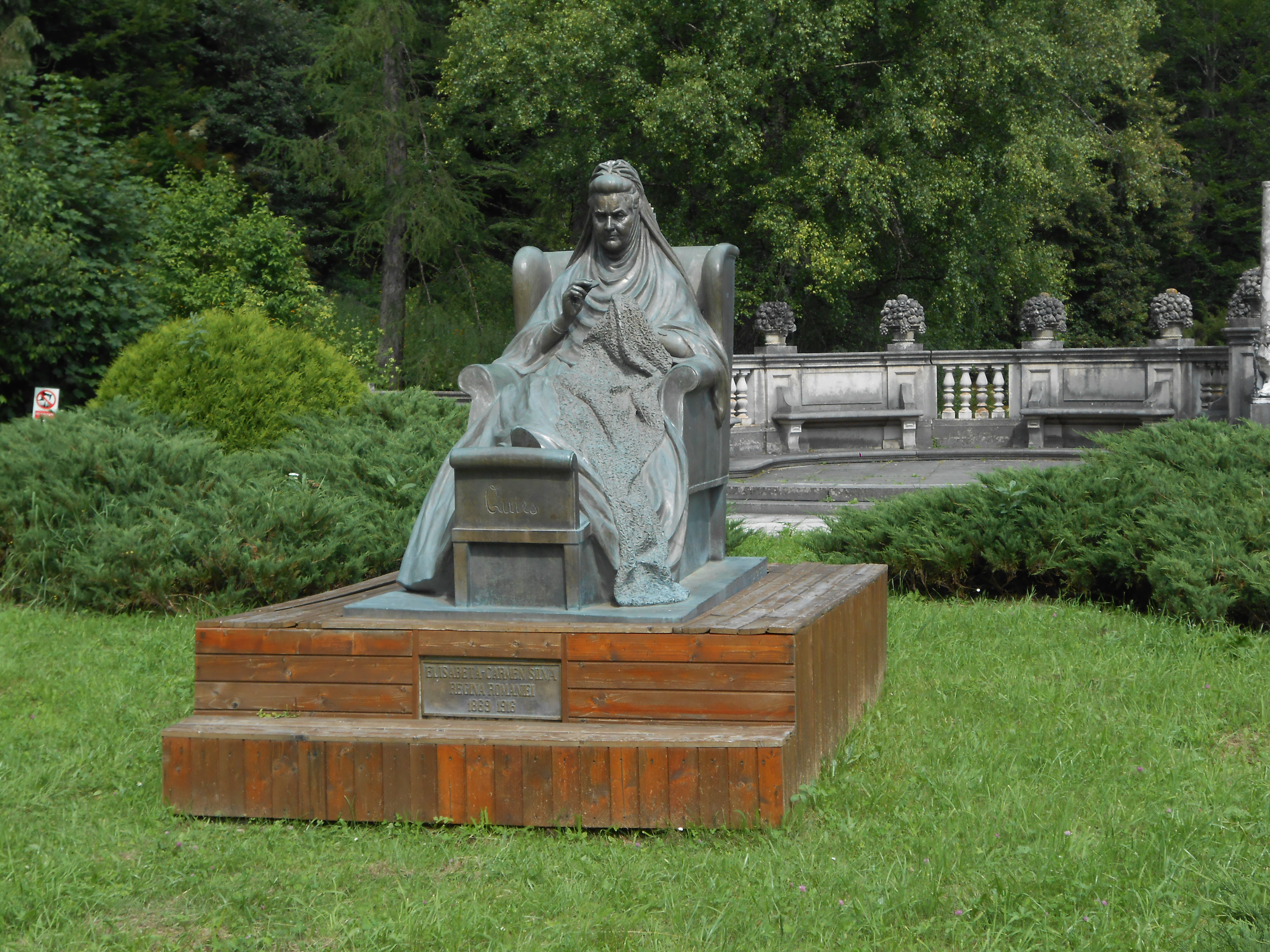
Monumento a Elisabetta di Wied al castello di Peleș, Sinaia

## Attività letteraria
Come "Carmen Sylva", scrisse con facilità in tedesco, rumeno, francese e inglese. Alcuni dei suoi voluminosi scritti, che comprendono poesie, drammi, romanzi, racconti, saggi, raccolte di aforismi, ecc, meritano una menzione speciale:
- Le sue prime pubblicazioni furono "Sappho" e "Hammerstein", due poemi che apparvero a Lipsia nel 1880.
- Nel 1888 ricevette il Prix Botta, un premio assegnato ogni tre anni dall'Académie française, per la raccolta di aforismi Les Pensees d'une reine (Parigi, 1882), una versione tedesca della quale è intitolata Vom Amboss (Bonn, 1890).
- Cuvinte Sufletesci, meditazioni religiose in lingua rumena (Bucarest, 1888); furono anche tradotte in tedesco (Bonn, 1890), sotto il nome di Seelen-Gespräche.

Diverse opere di Carmen Sylva furono scritte in collaborazione con Mite Kremnitz, una delle sue dame, che era nata a Greifswald nel 1857 e che sposò il dr. Kremnitz di Bucarest; questi componimenti furono pubblicati tra il 1881 e il 1888, in alcuni casi con gli pseudonimi di Dito et Idem. Questi comprendono:
- Aus zwei Welten (Lipsia, 1884), un romanzo
- Anna Bolena (Bonn, 1886), una tragedia
- In der Irre (Bonn, 1888), una collezione di racconti brevi
- Edleen Vaughan, o Paths of Peril (Londra, 1894), un romanzo
- Sweet Hours (Londra, 1904), poemi, scritti in inglese.

Tra le traduzioni realizzate da Carmen Sylva ci sono:
- la versione tedesca del romanzo di Pierre Loti Pecheur d'Islande
- la versione tedesca delle critiche drammatiche di Paul de St Victor Les Deux Masques (Paris, 1881–1884)
- The Bard of the Dimbovitza, una traduzione in inglese della raccolta di canzoni popolari rumene di Elena Văcărescu, intitolata Lieder aus dem Dimbovitzathal (Bonn, 1889), tradotta da Carmen Sylva e Alma Strettell.

The Bard of the Dimbovitza fu pubblicata per la prima volta nel 1891 e fu presto ristampata e ampliata. Traduzioni delle opere originali di Carmen Sylva sono comparse in tutte le principali lingue d'Europa e in lingua armena.

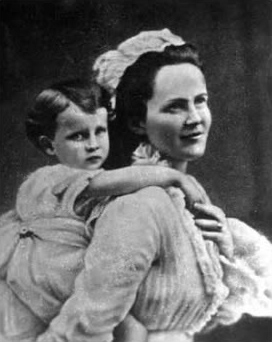
La regina Elisabetta di Romania con sua figlia

## L'affare Văcărescu
Nel 1881, a causa della mancanza di eredi al trono rumeno, re Carol I adottò suo nipote, Ferdinando. Ferdinando, un perfetto estraneo nella sua nuova patria, cominciò a avvicinarsi a una delle dame di compagnia di Elisabetta, Elena Văcărescu. Elisabetta, molto legata alla stessa Elena, incoraggiò la cosa, sebbene fosse perfettamente cosciente del fatto che un matrimonio fra i due era proibito dalla vigente costituzione rumena che non consentiva all'erede al trono di sposare una rumena.
Il risultato di ciò fu l'esilio sia per Elisabetta (a Neuwied) che per Elena (a Parigi), nonché un viaggio da parte di Ferdinando attraverso l'Europa alla ricerca di una sposa adatta, che egli infine trovò nella nipote della regina Vittoria, la principessa Maria di Edimburgo. La vicenda contribuì a rafforzare l'immagine di Elisabetta come sognatrice ed eccentrica. Fu molto amica della pittrice tedesca Dora Hitz (1856-1924), che nominò pittrice di Corte.

## Una regina repubblicana
Abbastanza insolito per una regina, Elisabetta di Wied era personalmente del parere che una forma repubblicana di governo fosse preferibile alla monarchia - un parere che lei espresse senza mezzi termini nel suo diario, anche se non lo rese pubblico all'epoca:

Devo simpatizzare con i Socialdemocratici, soprattutto in vista dell'inerzia e della corruzione dei nobili. Questo "piccolo popolo", dopo tutto, desidera solo ciò che la natura conferisce: l'uguaglianza. La forma repubblicana di governo è l'unica razionale. Non riesco mai a capire le persone stupide, il fatto che continuino a tollerarci.

## Titoli, trattamento, onorificenze e stemma

### Titoli e trattamento
- 29 dicembre 1843 – 15 novembre 1869: Sua Altezza Serenissima Principessa Elisabetta di Wied
- 15 novembre 1869 – 26 marzo 1881: Sua Altezza Reale La Principessa di Romania
- 26 marzo 1881 – 27 settembre 1914: Sua Maestà La Regina di Romania
- 27 settembre 1914 – 2 marzo 1916: Sua Maestà La Regina Vedova di Romania

## Eredità
Portano il suo nome letterario:
- Sierra Carmen Silva (Cile)
- Río Carmen Sylva (fiume dell'Argentina, anche noto come Río Chico)
- Villa Carmen Sylva a Varese

## Ascendenza
|                                  |                                       |                                              | Genitori                                           |  |  | Nonni |  |  | Bisnonni                       |  |  | Trisnonni                                    |  |
|                                  |                                       |                                              |                                                    |  |  |       |  |  | Federico Carlo di Wied-Neuwied |  |  | Giovanni Federico Alessandro di Wied-Neuwied |  |
|                                  |                                       |                                              |                                                    |  |  |       |  |  | Federico Carlo di Wied-Neuwied |  |  | Giovanni Federico Alessandro di Wied-Neuwied |  |
|                                  |                                       | Carolina di Kirchberg                        |                                                    |  |  |       |  |  | Federico Carlo di Wied-Neuwied |  |  |                                              |  |
| Giovanni Augusto Carlo di Wied   |                                       |                                              |                                                    |  |  |       |  |  | Federico Carlo di Wied-Neuwied |  |  |                                              |  |
|                                  |                                       | Maria Luisa di Sayn-Wittgenstein-Berleburg   | Ludovico Ferdinando di Sayn-Wittgenstein-Berleburg |  |  |       |  |  |                                |  |  |                                              |  |
|                                  |                                       | Maria Luisa di Sayn-Wittgenstein-Berleburg   | Ludovico Ferdinando di Sayn-Wittgenstein-Berleburg |  |  |       |  |  |                                |  |  |                                              |  |
|                                  |                                       | Maria Luisa di Sayn-Wittgenstein-Berleburg   | Federica Cristina di Isenburg Buedingen            |  |  |       |  |  |                                |  |  |                                              |  |
| Ermanno di Wied                  |                                       | Maria Luisa di Sayn-Wittgenstein-Berleburg   |                                                    |  |  |       |  |  |                                |  |  |                                              |  |
|                                  |                                       | Guglielmo Cristiano Carlo di Solms-Braunfels | Federico Guglielmo Ernesto di Solms-Braunfels      |  |  |       |  |  |                                |  |  |                                              |  |
|                                  |                                       | Guglielmo Cristiano Carlo di Solms-Braunfels | Federico Guglielmo Ernesto di Solms-Braunfels      |  |  |       |  |  |                                |  |  |                                              |  |
|                                  |                                       | Guglielmo Cristiano Carlo di Solms-Braunfels | Sofia Cristina di Solms-Laubach                    |  |  |       |  |  |                                |  |  |                                              |  |
| Sofia Augusta di Solms-Braunfels |                                       | Guglielmo Cristiano Carlo di Solms-Braunfels |                                                    |  |  |       |  |  |                                |  |  |                                              |  |
|                                  |                                       | Augusta Francesca di Salm-Grumbach           | Carlo Ludovico di Salm-Grumbach                    |  |  |       |  |  |                                |  |  |                                              |  |
|                                  |                                       | Augusta Francesca di Salm-Grumbach           | Carlo Ludovico di Salm-Grumbach                    |  |  |       |  |  |                                |  |  |                                              |  |
|                                  |                                       | Augusta Francesca di Salm-Grumbach           | Maria Anna di Leiningen                            |  |  |       |  |  |                                |  |  |                                              |  |
| Elisabetta di Wied               |                                       | Augusta Francesca di Salm-Grumbach           |                                                    |  |  |       |  |  |                                |  |  |                                              |  |
|                                  | Federico Guglielmo di Nassau-Weilburg | Carlo Cristiano di Nassau-Weilburg           |                                                    |  |  |       |  |  |                                |  |  |                                              |  |
|                                  | Federico Guglielmo di Nassau-Weilburg | Carlo Cristiano di Nassau-Weilburg           |                                                    |  |  |       |  |  |                                |  |  |                                              |  |
|                                  | Federico Guglielmo di Nassau-Weilburg | Carolina d'Orange-Nassau                     |                                                    |  |  |       |  |  |                                |  |  |                                              |  |
| Guglielmo di Nassau              | Federico Guglielmo di Nassau-Weilburg |                                              |                                                    |  |  |       |  |  |                                |  |  |                                              |  |
|                                  |                                       | Luisa Isabella di Kirchberg                  | Guglielmo Giorgio di Sayn-Hachenburg-Kirchberg     |  |  |       |  |  |                                |  |  |                                              |  |
|                                  |                                       | Luisa Isabella di Kirchberg                  | Guglielmo Giorgio di Sayn-Hachenburg-Kirchberg     |  |  |       |  |  |                                |  |  |                                              |  |
|                                  |                                       | Luisa Isabella di Kirchberg                  | Isabella Augusta di Reuss-Greiz                    |  |  |       |  |  |                                |  |  |                                              |  |
| Maria di Nassau-Weilburg         |                                       | Luisa Isabella di Kirchberg                  |                                                    |  |  |       |  |  |                                |  |  |                                              |  |
|                                  |                                       | Federico di Sassonia-Altenburg               | Ernesto Federico III di Sassonia-Hildburghausen    |  |  |       |  |  |                                |  |  |                                              |  |
|                                  |                                       | Federico di Sassonia-Altenburg               | Ernesto Federico III di Sassonia-Hildburghausen    |  |  |       |  |  |                                |  |  |                                              |  |
|                                  |                                       | Federico di Sassonia-Altenburg               | Ernestina Augusta di Sassonia-Weimar               |  |  |       |  |  |                                |  |  |                                              |  |
| Luisa di Sassonia-Hildburghausen |                                       | Federico di Sassonia-Altenburg               |                                                    |  |  |       |  |  |                                |  |  |                                              |  |
|                                  |                                       | Carlotta di Meclemburgo-Strelitz             | Carlo II di Meclemburgo-Strelitz                   |  |  |       |  |  |                                |  |  |                                              |  |
|                                  |                                       | Carlotta di Meclemburgo-Strelitz             | Carlo II di Meclemburgo-Strelitz                   |  |  |       |  |  |                                |  |  |                                              |  |
|                                  |                                       | Carlotta di Meclemburgo-Strelitz             | Federica d'Assia-Darmstadt                         |  |  |       |  |  |                                |  |  |                                              |  |
|                                  |                                       | Carlotta di Meclemburgo-Strelitz             |                                                    |  |  |       |  |  |                                |  |  |                                              |  |